# Сергач
Сергач (на руски: Сергач) е град в Русия, административен център на Сергачски район, Нижегородска област. Населението на града към 1 януари 2018 година е 20 269 души.